# 山畑古墳群
山畑古墳群（やまはたこふんぐん）は、大阪府東大阪市南東部（上四条町、瓢箪山町あたり）に分布する群集墳。東大阪市内では最大規模の古墳群。

## 概要
6世紀後半から7世紀はじめにかけて築造され、大半は直径10～15m程度の円墳であるが、双円墳や上円下方墳も含まれる。かつては100基以上あったとされるが、住宅開発などで破壊されたものも含めて70基ほどが確認されており、大半は東大阪市立郷土博物館の近辺周囲に密集している。基本的に横穴石室を持ち、副葬品として馬具類が多くの古墳から発見されている。この辺りは騎馬を飼育していた馬飼部を率いた渡来系氏族の勢力地（いわゆる「馬飼いの里」）とされ、これらの墳墓はその一族のものと推定される。

## 主な古墳
山畑22号墳
郷土博物館敷地内にある。東西に円丘をもつ双円墳だったが現在は東丘は消失しており、直径15m、墳丘高約4.5mの西丘と横穴石室が保存されている。発掘調査で石室から土器・装身具・馬具等が出土し、博物館にて保管・展示されている。
北緯34度39分38秒 東経135度39分04秒 / 北緯34.66056度 東経135.65111度
なお、郷土博物館敷地内には22号墳の他に38,39,40,41号墳があるが、すでに墳丘は無く、石室内部が露出（あるいは全損）している。
山畑51号墳
通称「成山古墳」。直径約15m、墳丘高約3mの円墳で、石室の開口はない。
北緯34度39分40秒 東経135度38分38.5秒 / 北緯34.66111度 東経135.644028度
山畑52号墳
山畑古墳群の中でいちばん標高の低い位置にある。6世紀後半頃の南北の墳丘長が約50mの双円墳と推定され、その形状から通称「瓢箪山」と呼ばれる。北側は「大塚」、南側は「鬼塚」と呼ばれる。
西側に瓢箪山稲荷神社がある。かつて北丘（大塚）の石室内で狐が飼われていた。
北緯34度39分39秒 東経135度38分32秒 / 北緯34.66083度 東経135.64222度

## ギャラリー

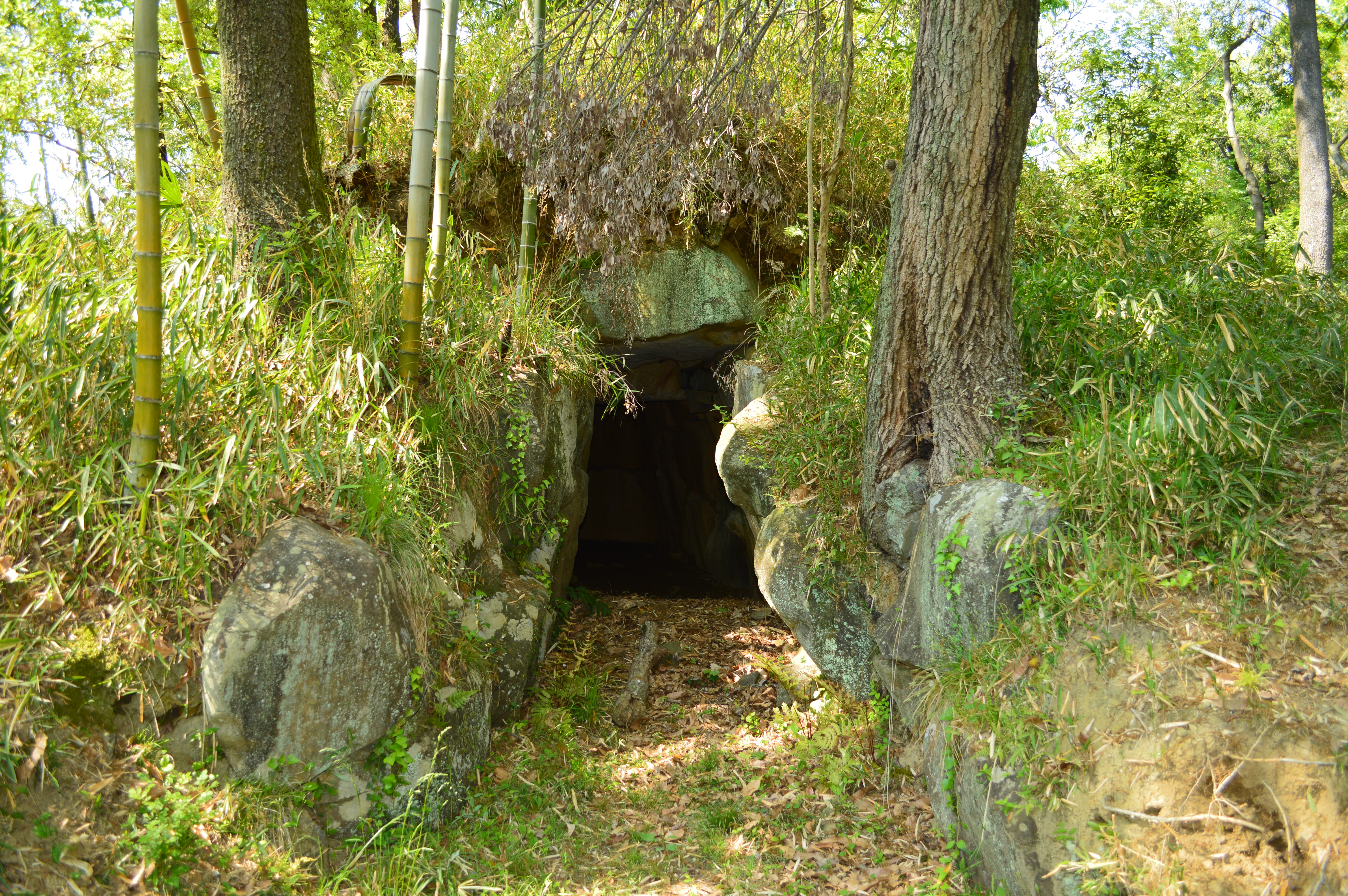
2号墳
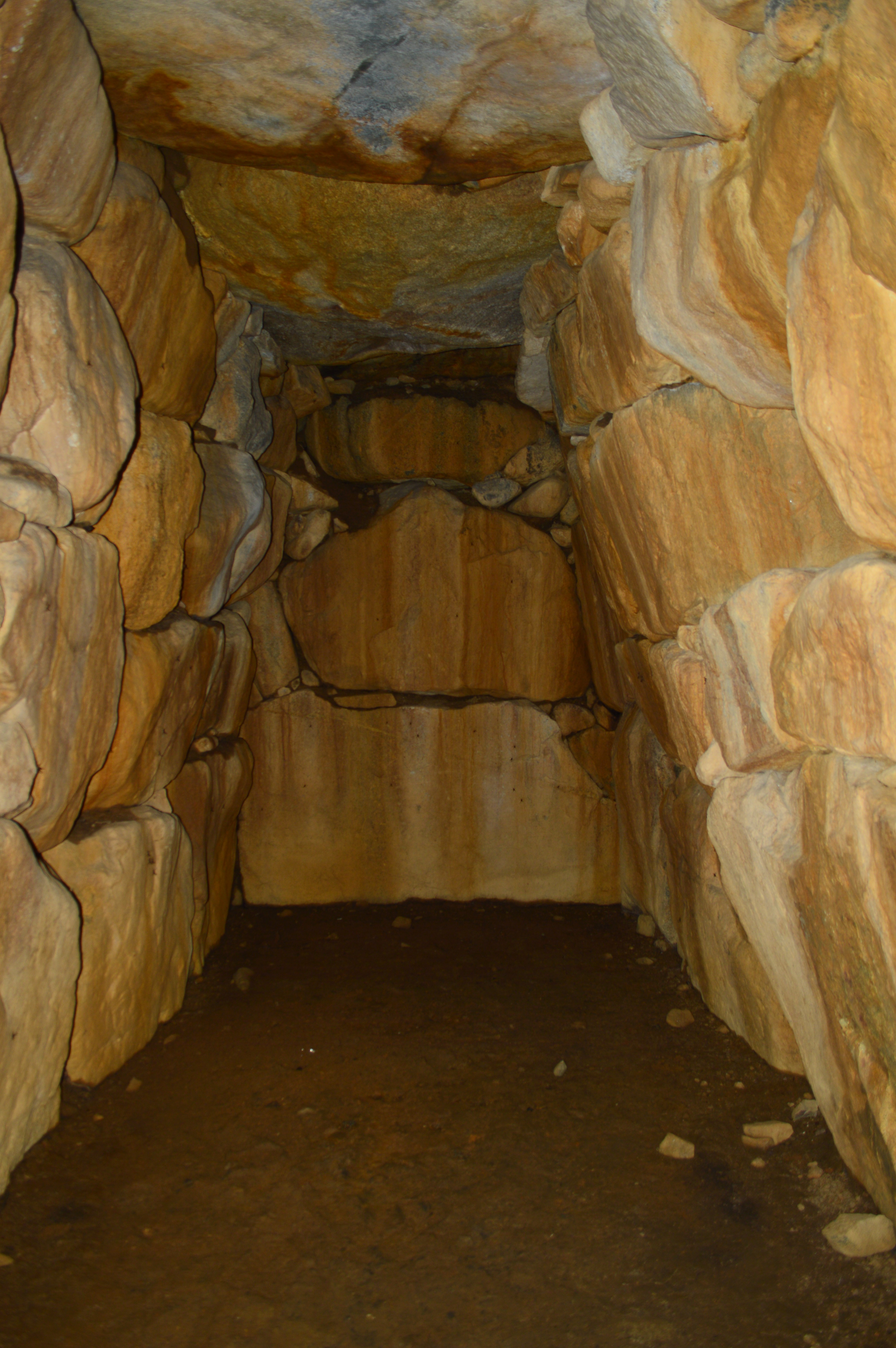
2号墳 石室
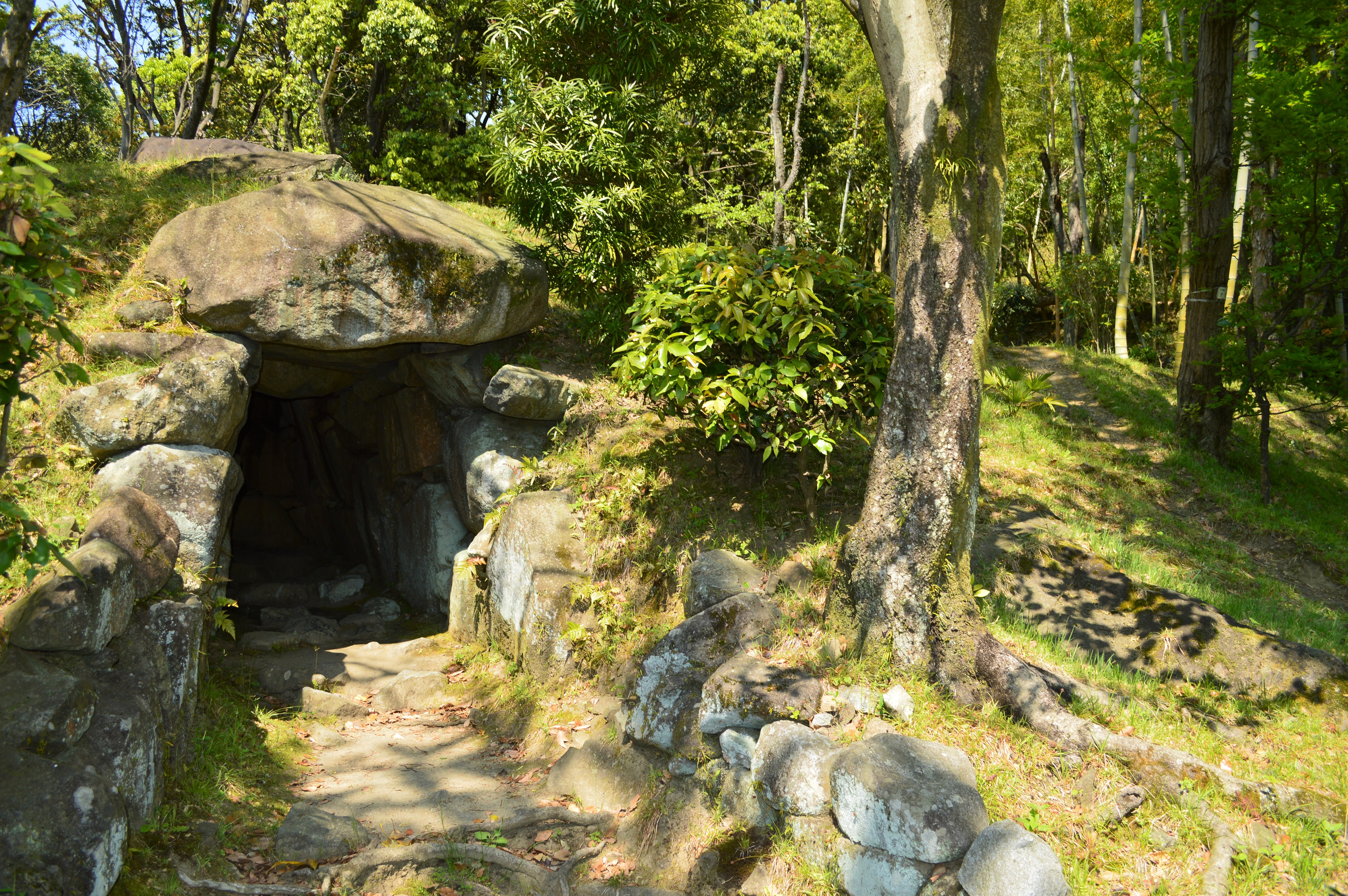
22号墳 双円墳であったが右奥の東墳丘は破壊。
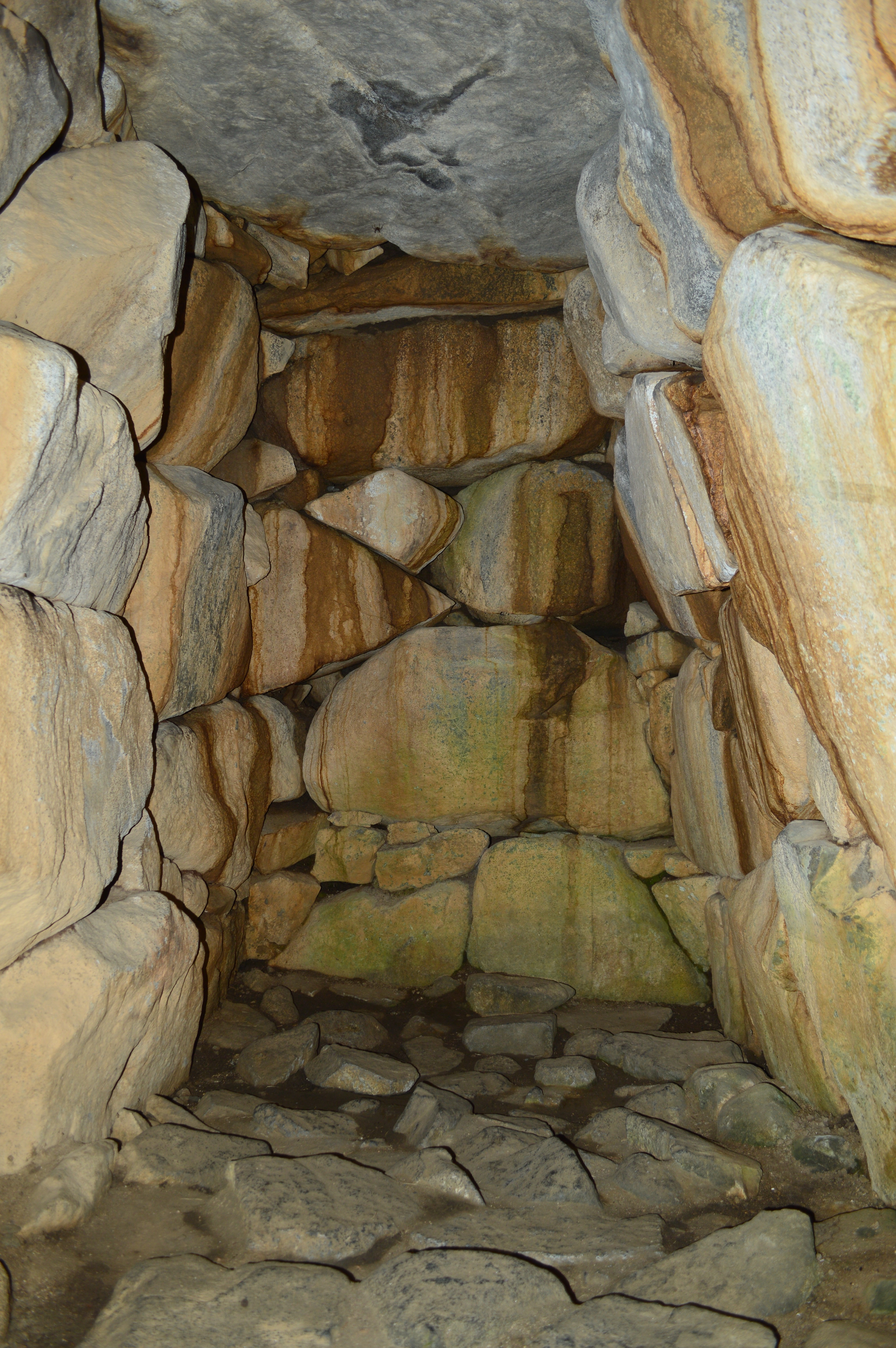
22号墳 石室
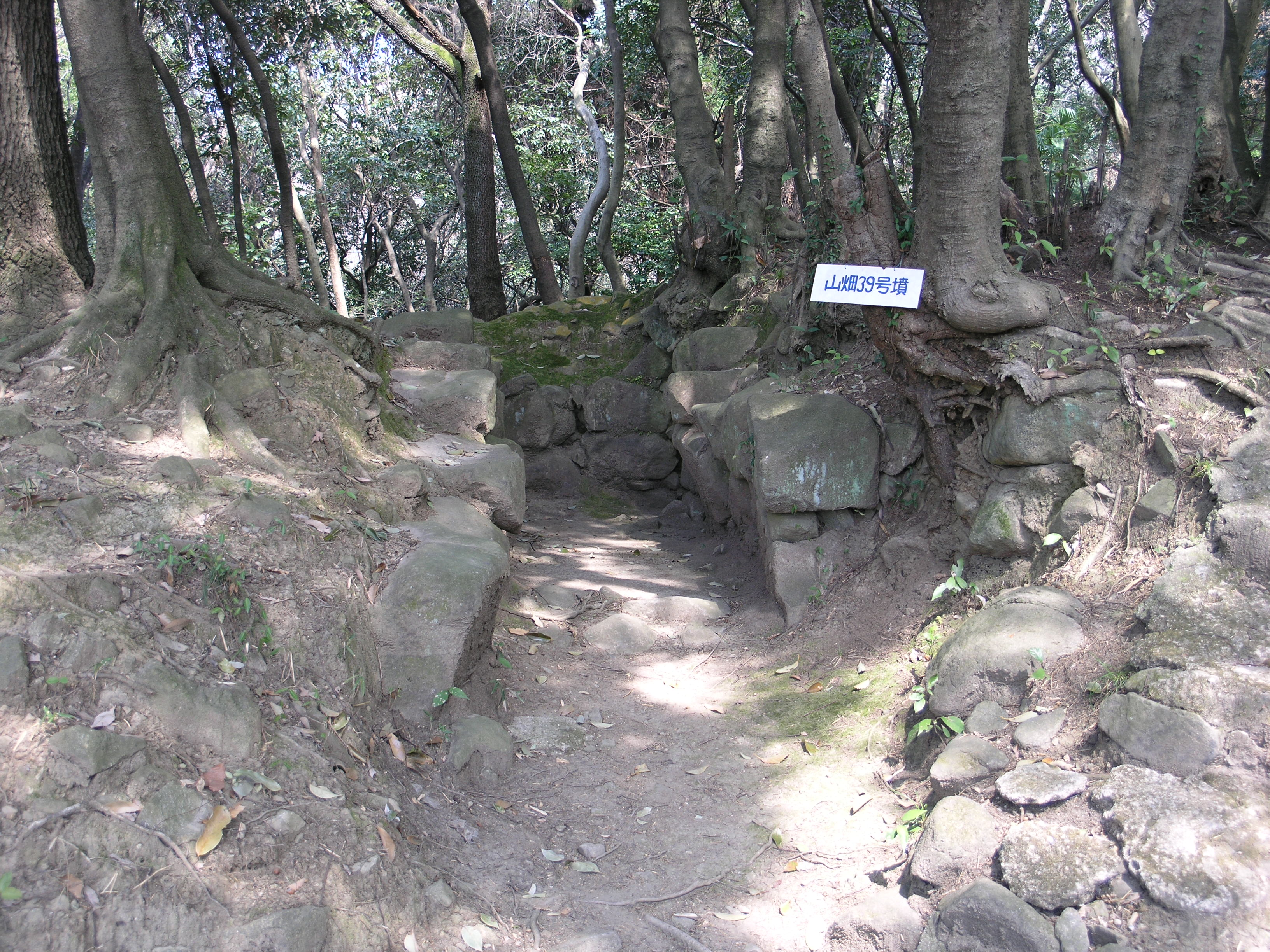
39号墳
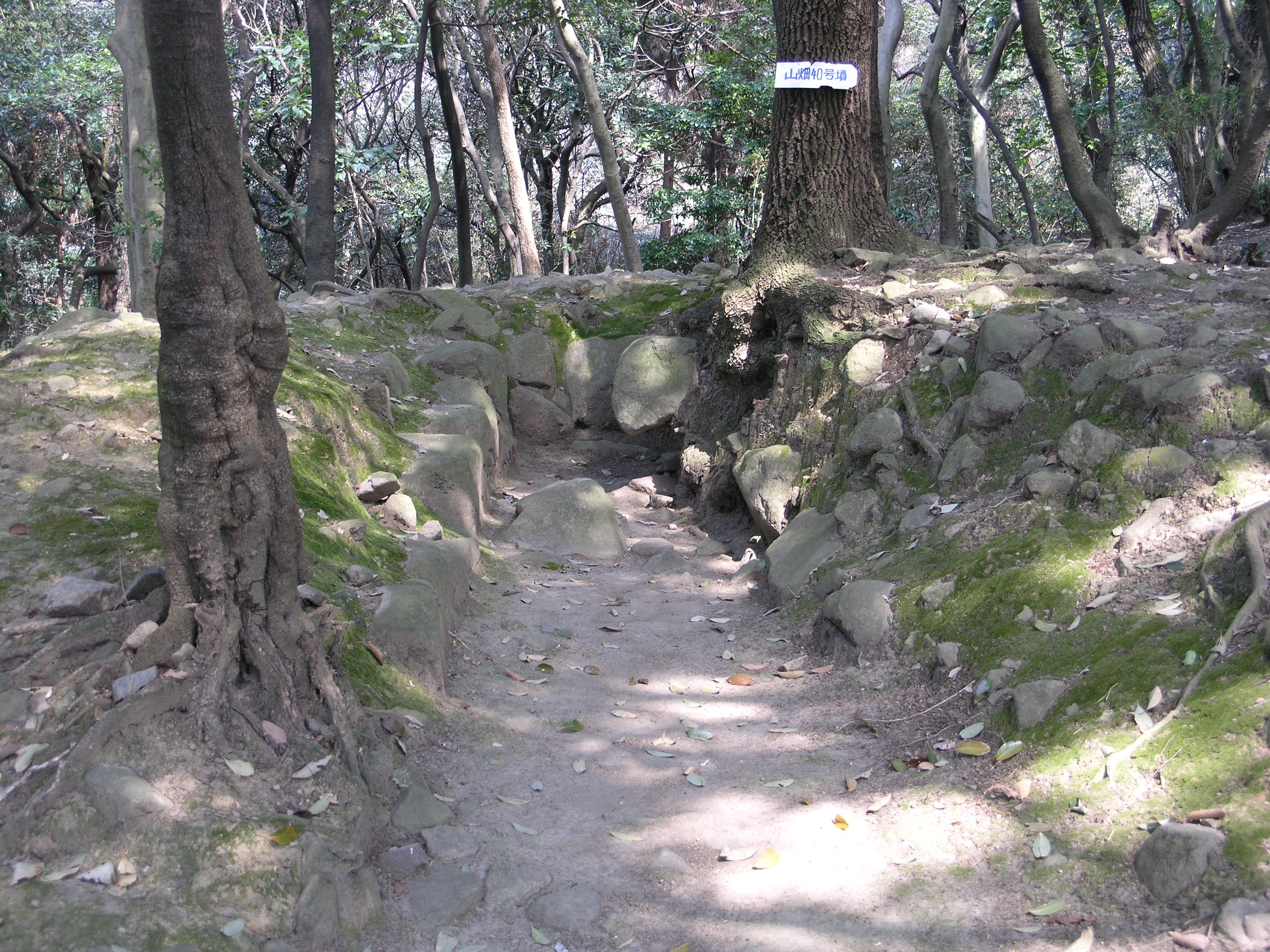
40号墳
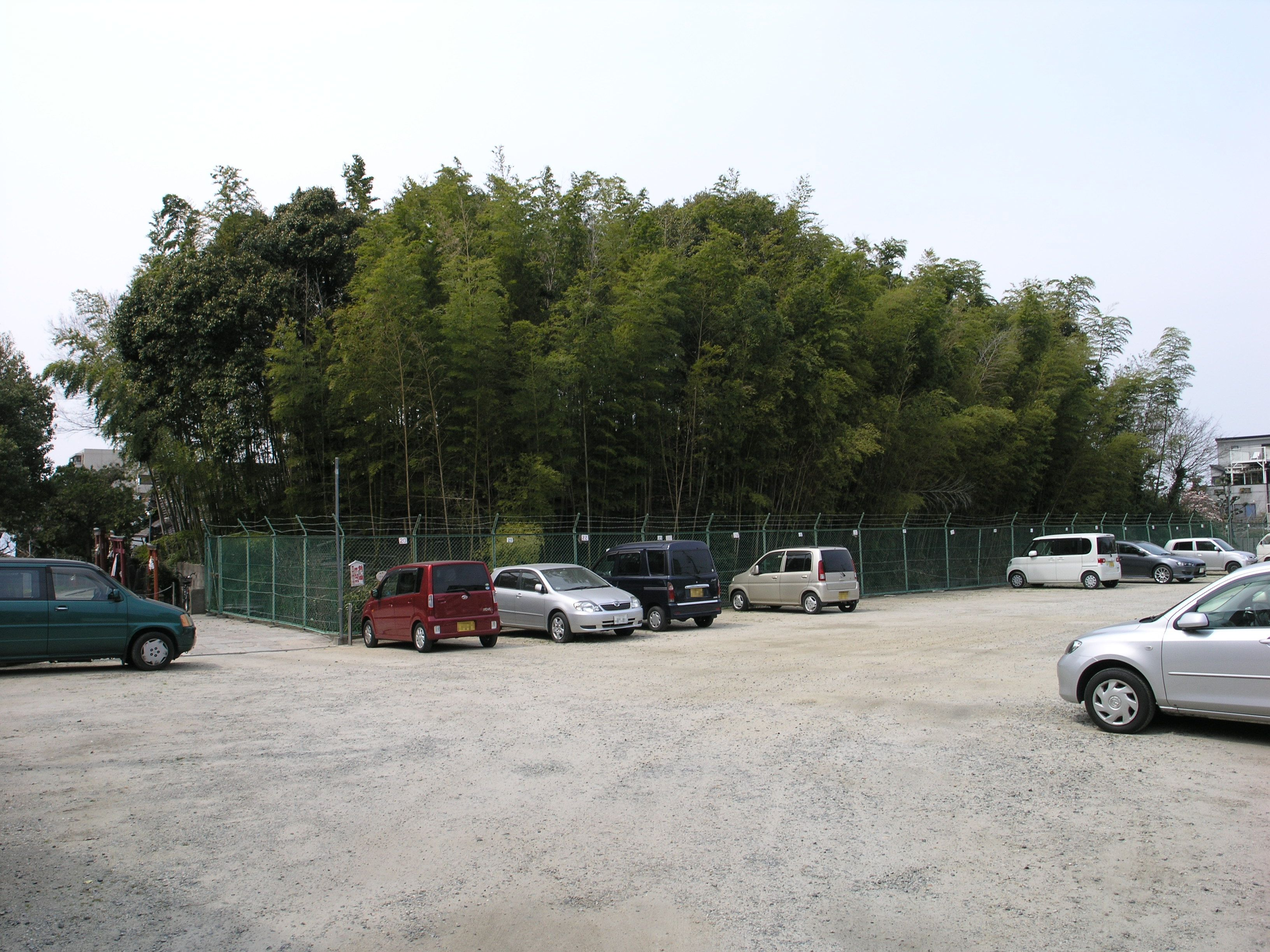
52号墳